# John Ericsson (ingenjör)
Johannes Andreas (John) Ericsson, född 24 oktober 1885 i Stockholm, död 1949, var en svensk väg- och vattenbyggnadsingenjör.
Ericsson, som var son till trädgårdsdirektör Anders Ericsson och Eva Charlotta Englund, avlade studentexamen i Stockholm 1906, avgångsexamen från Kungliga Tekniska högskolan 1910, reservofficersexamen 1909. Han blev underlöjtnant i Fortifikationens reserv samma år, var underingenjör vid Stockholms hamnbyggnad 1910–1911, arbetschef vid Saltsjöbanans byggnad 1911–1913, baningenjör vid Saltsjöbanan 1913–1924 och chef för dess fastighetsförvaltning 1922–1924. Han blev löjtnant i Fortifikationens reserv 1914, löjtnant i Väg- och vattenbyggnadskåren 1916, kapten i nämnda reserv 1924, kapten i Väg- och vattenbyggnadskåren samma år och major 1941. Han var verkställande direktör i Trafik AB Stockholm-Södra Lidingön från 1924 samt för Lidingö Omnibus AB från 1929, Gåshaga Restaurant AB 1925–1931 och Svenska Lokaltrafikföreningen 1934.